# Place du Général-Gouraud (Paris)
Pour les articles homonymes, voir Place du Général-Gouraud.
La place du Général-Gouraud est une voie située dans le quartier du Gros-Caillou du 7e arrondissement de Paris.

## Situation et accès
La place du Général-Gouraud est au croiseonnement de l'avenue de la Bourdonnais et de l'avenue Rapp.

## Origine du nom

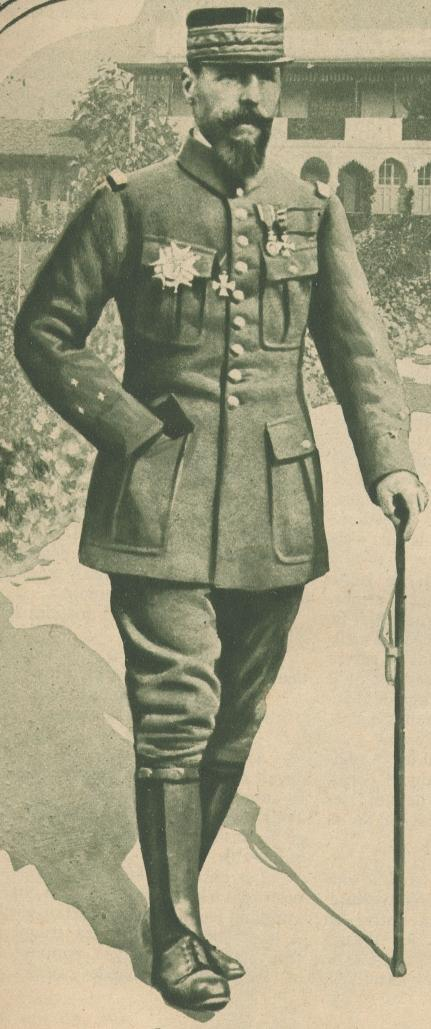
Henri Gouraud.

Elle porte le nom du général Henri Joseph Eugène Gouraud (1867-1946).

## Historique
Ouverte sur l'emprise des voies qui la bordent sous le nom de « place du Champ-de-Mars », elle prend en 1955 son nom actuel.

## Bâtiments remarquables et lieux de mémoire
- Le Champ-de-Mars.